# 조병세 (프로게이머)
조병세(1991년 6월 1일 ~ )은 대한민국의 전직 스타크래프트, 스타크래프트 II 프로게이머 출신 프로게임단 코치이다. sKyHigh[fOu]라는 아이디를 사용하며, 종족은 테란이다.
2007년 하반기 드래프트에서 CJ 엔투스의 3차 지명으로 입단하였다.
2008년 첫 진출한 메이저 리그인 박카스 스타리그 2008 예선 1차전에서 같은 팀 선수인 김정우에게 2:0으로 패배하였다.
하지만 위너스리그 결승 역올킬 이후 이영호를 가볍게 이기는 등 기세를 뽐냈으나 그 후 차츰 하향세를 타다가 2009년 9월, EVER스타리그 2009 예선을 뚫고 본선에 진출하는 등 다시 상승세를 타고 있다. 2011년 1월 10-11 신한은행 프로리그에서 별다른 활약을 못하는 등 슬럼프에 빠지다 권수현과 함께 2군으로 강등하였다. SK플래닛 스타크래프트 프로리그 시즌1에서는 테테전 3번만 출전해서 1승 2패라는 부진한 성적을 거두었다. 그 중 1패는 상대전적에서 앞서던 정명훈과의 경기도 있었다. SK플래닛 스타크래프트 프로리그 시즌2에서는 그래도 10승 5패(스타크래프트: 브루드 워: 6승 1패, 스타크래프트2: 4승 4패)를 기록하며 어느 정도는 선전했으나, 스타크래프트1에서만 너무 선전했고, 롤러코스터를 타는 건 여전했다.
2014년부터 팀의 플레잉코치로 활동하였으며 2015년 11월 27일 CJ 엔투스의 코치로 보직을 옮겼다.
2016년 10월 CJ 엔투스의 스타크래프트 II 종목 팀 해체로 무소속 신분이 되었다.

## 특징
조병세는 같은 시기에 활약한 김정우, 진영화와 함께 CJ의 새로운 유망주로 올랐었다. 그러나 김정우와 진영화가 개인리그를 통해 충분히 진가를 나타내고 있을 때도 조병세는 유독 개인리그에서의 활약은 미흡했다. 그래도 같은 테란전만큼은 어느 테란이어도 지지 않을만큼 뛰어난 실력을 보유하고 있었다. 심지어 최강 테란 이영호를 상대로 상대전적에서 앞섰던 적도 있었다.(2011년 7월 23일 이후로는 동률) 그러나 조병세는 예전만큼 테란전 실력이 떨어져있고, 저그전과 프로토스전은 여전히 약한 면모를 많이 보인다.

## 별명
- 조스티네이션, 병세티네이션 = 포스트시즌 성적까지 포함 시, 맵 승률은 81.3%(32전 26승 6패)이다. 팬들은 이에 따라 데스티네이션 맵을 조스티네이션, 병세티네이션 등으로 부르기도 한다.

## 주요 기록

### 두 번째 역올킬 (팀리그 방식 결승전 최초의 올킬)
2009년 3월 28일, 조병세는 화승 OZ와의 신한은행 프로리그 3라운드 위너스 리그 08-09 결승전에서 팀리그 결승전 사상 최초로 역올킬, 올킬을 기록했다. 0:3으로 뒤진 4세트에 출격한 조병세는 이제동, 노영훈, 임원기, 구성훈을 차례로 꺾으며 CJ 엔투스의 4:3 역전 우승을 이끌어냈다.
이는 승자연전제 방식의 7전 4선승제 두 번째 역올킬이며 팀리그 결승 사상 첫 번째 역올킬이다.
- 신한은행 위너스 리그 08-09 결승 CJ 엔투스 4:3 화승 OZ(2009.3.28)
  - 1세트 : 김정우 패 vs 이제동 승 (신 청풍명월)
  - 2세트 : 변형태 패 vs 이제동 승 (신 추풍령)
  - 3세트 : 마재윤 패 vs 이제동 승 (안드로메다)
  - 4세트 : 조병세 승 vs 이제동 패 (러시 아워 3)
  - 5세트 : 조병세 승 vs 노영훈 패 (콜로세움 2)
  - 6세트 : 조병세 승 vs 임원기 패 (메두사)
  - 7세트 : 조병세 승 vs 구성훈 패 (데스티네이션)

### 포스트시즌의 황제
조병세는 항상 정규리그에는 그다지 활약을 보이지 못했으나 포스트시즌에서 기량이 급성장했다. 08-09시즌 준플레이오프 2차전 1세트 송병구에게 패배하기전까지 무려 7연승을 달리고 있었으며 현재 11승 2패를 달성중이다. 또한 강한 테란 중 한 명인 신상문을 2번이나 꺾으면서 하이트 스파키즈의 행보를 막아서는데 일조했다. 또 09-10시즌 준플레이오프에서 정명훈을 연거푸 두 번이나 잡아내며 기세를 올렸으나 3차전에서 도재욱의 몰래다크에 패배한다. 또 10-11시즌 플레이오프 1차전에서는 그당시를 기준으로 상대전적에서 3:2로 앞서던 이영호에게 패하며 상대전적이 3:3 동률이 되기도 하였다. 11-12 시즌1 준플레이오프 1차전에서는 그러나 프로토스 주성욱을 꺾었다. 11-12 시즌2 플레이오프 2차전에서는 프로토스 정윤종에 패하며 토막이라는 걸 다시한번 드러냈다.(그러나 팀은 결승 진출 성공.) 결승전에서는 박대호와 전반전 3세트에서 맞붙게 되었으나, 출전을 하지도 못했다.

### 주요 선수들과의 전적

#### 정명훈
조병세는 정명훈 (당시 SK텔레콤 T1, 현 데드픽셀즈)의 천적으로 알려져 있다. 상대전적은 6:2. 2012년 1월 3일 프로리그에서 처음으로 패했다. 2012년 12월 22일 또 프로리그에서 패했다.
- 2009년 7월 6일 신한은행 프로리그 08-09 5라운드 1세트 황혼의그림자 조병세 승
- 2009년 12월 9일 신한은행 프로리그 09-10 2라운드 1세트 신용오름 조병세 승
- 2010년 1월 30일 신한은행 프로리그 09-10 3라운드 1세트 매치포인트 조병세 승
- 2010년 7월 17일 신한은행 프로리그 09-10 6강 플레이오프 1차전 6세트 포트리스 조병세 승
- 2010년 7월 18일 신한은행 프로리그 09-10 6강 플레이오프 2차전 1세트 포트리스 조병세 승
- 2011년 5월 17일 신한은행 프로리그 10~11 5라운드 1세트 벨트웨이 조병세 승
- 2012년 1월 3일 SK플래닛 프로리그 11~12 시즌1 2라운드 2세트 제이드 정명훈 승
- 2012년 12월 22일 SK플래닛 프로리그 12-13 1라운드 6세트 비프로스트 정명훈 승

#### 정종현
스타크래프트2에서 활동중인 정종현에게도 천적이었다. 4:0 강세. 위의 정명훈에게는 2012년에 전승이 끊겼지만 정종현에게는 끝까지 천적으로 정종현은 현재 스타2에 있어서 다신 만날 기회가 없을 것 같았으나, 스타2로 종목 전환을 하여 다시 만날 가능성이 생겼다.
- 2008년 12월 27일 신한은행 프로리그 08-09 2라운드 CJ vs 웅진 3세트 러시아워3 조병세 승
- 2009년 7월 1일 신한은행 프로리그 08-09 5라운드 CJ vs 웅진 1세트 데스티네이션 조병세 승
- 2009년 11월 23일 신한은행 프로리그 09-10 1라운드 CJ vs 웅진 2세트 투혼 조병세 승
- 2010년 4월 28일 신한은행 프로리그 09-10 4라운드 CJ vs 웅진 4세트 그랜드라인 조병세 승

#### 염보성
저그전과 토스전이 약한 조병세는 그래도 테란전만큼은 일가견이 있다. 하지만 그중에 염보성은 그의 대표적인 천적이다. 상대전적에서 3:5로 밀리고 있다. 염보성은 해외 프로팀으로 이적해 개인리그에서만 만날 수 있게 되었으나 염보성의 은퇴로 다신 못 만나게 되었다.
- 2007년 11월 28일 2차 스타챌린지 2007 F조 승자전 카트리나 염보성 승
- 2009년 6월 20일 신한은행 프로리그 08-09 5라운드 CJ vs MBC게임 1세트 황혼의 그림자 염보성 승
- 2009년 6월 27일 아발론 온라인 MSL 2009 32강 D조 패자전 카르타고3 조병세 승
- 2009년 11월 7일 신한은행 프로리그 09-10 1라운드 CJ vs MBC게임 3세트 매치포인트 염보성 승
- 2010년 1월 16일 신한은행 프로리그 09-10 2라운드 MBC게임 vs CJ 1세트 네오 문글레이브 조병세 승
- 2010년 2월 22일 신한은행 프로리그 09-10 3라운드 CJ vs MBC게임 7세트 투혼 염보성 승
- 2011년 4월 25일 신한은행 프로리그 10-11 5라운드 MBC게임 vs 하이트 5세트 서킷 브레이커 염보성 승
- 2012년 5월 21일 SK플래닛 프로리그 11-12 시즌2 1라운드 제8게임단 vs CJ 후반전 4세트 WCS안티가조선소 조병세 승

#### 이영호
이영호와 조병세는 예전부터 접전을 계속해서 펼쳤었다. 스타크래프트1에서의 전적은 3:3, 스타크래프트2에서의 전적은 2:2로 합계 5:5의 동률을 이루고 있다.
- 2009년 4월 16일 17차 MSL 서바이버 토너먼트 승자전 카르타고2 조병세 승
- 2009년 5월 10일 신한은행 프로리그 08-09 4라운드 CJ vs KTF 2세트 데스티네이션 이영호 승
- 2010년 2월 7일 신한은행 프로리그 09-10 3라운드 CJ vs KT 3세트 네오 문글레이브 조병세 승
- 2010년 6월 20일 신한은행 프로리그 09-10 5라운드 KT vs CJ 5세트 포트리스 조병세 승
- 2011년 1월 15일 신한은행 프로리그 10-11 3라운드 KT vs 하이트 7세트 포트리스 SE 이영호 승
- 2011년 7월 23일 신한은행 프로리그 10-11 플레이오프 1차전 CJ vs KT 1세트 서킷 브레이커 이영호 승
- 2012년 9월 13일 2012 핫식스 GSL 시즌4 코드A 예선 오후 A조 8강 1경기 이영호 승
- 2012년 9월 13일 2012 핫식스 GSL 시즌4 코드A 예선 오후 A조 8강 2경기 이영호 승
- 2014년 11월 20일 2014 핫식스컵 라스트 빅매치 16강 최종전 C조 1경기 조병세 승
- 2014년 11월 20일 2014 핫식스컵 라스트 빅매치 16강 최종전 C조 2경기 조병세 승

#### 김재훈
프로토스전이 매우 약한 조병세는 여러 프로토스 선수들을 상대로 약세인데, 그중엔 김재훈도 있다. 상대전적에서 2:5로 열세다. 현재 김재훈에 4연패 중.
- 2009년 1월 1일 2008 MSL 서바이버 토너먼트 시즌3 11조 패자전 데스티네이션 조병세 승
- 2009년 4월 27일 신한은행 프로리그 08-09 4라운드 MBC게임 vs CJ 4세트 네오 메두사 김재훈 승
- 2010년 5월 3일 신한은행 프로리그 09-10 4라운드 CJ vs MBC게임 2세트 그랜드 라인 SE 조병세 승
- 2010년 7월 5일 신한은행 프로리그 09-10 5라운드 MBC게임 vs CJ 1세트 폴라리스 랩소디 김재훈 승
- 2010년 11월 25일 피디팝 MSL 서바이버 토너먼트 9조 1경기 아즈텍 김재훈 승
- 2011년 6월 12일 신한은행 프로리그 10-11 6라운드 CJ vs MBC게임 4세트 서킷 브레이커 김재훈 승
- 2013년 4월 7일 SK플래닛 스타크래프트 II 프로리그 12-13 4라운드 제8게임단 vs CJ 5세트 아킬론황무지 김재훈 승

#### 허영무
허영무에게도 약한 모습이다. 상대전적에서 공식전만으로는 1:2 열세, 비공식전까지 합치면 1:4로 더 밀린다. 본래는 비공식전까지 합쳐서 0:3이었으나, SK플래닛 스타크래프트 프로리그 시즌2에서 허영무와 맞붙었을 땐 각성했는지, 맞붙어서 승리하면서 상대전적 전패를 끊어냈다. 그러나 6개월 뒤 프로리그에서 다시 만나 또 패했다.
- 2008년 6월 1일 TG삼보-인텔 클래식 시즌1 32강 1경기 콜로세움 허영무 승
- 2008년 6월 1일 TG삼보-인텔 클래식 시즌1 32강 2경기 안드로메다 허영무 승
- 2010년 2월 2일 신한은행 프로리그 09-10 3라운드 삼성전자 vs CJ 5세트 매치 포인트 허영무 승
- 2012년 6월 5일 SK플래닛 프로리그 11-12 시즌2 1라운드 CJ vs 삼성전자 전반전 1세트 신 저격능선 조병세 승
- 2012년 12월 30일 SK플래닛 스타크래프트 II 프로리그 12-13 1라운드 삼성전자 vs CJ 1세트 비프로스트 허영무 승

#### 김명운
김명운에게도 약하다. 상대전적 공식전만으로는 1:2, 비공식전까지 합치면 그러나 3:6으로 더 밀린다. 프로리그에서는 2012년 12월 9일 처음 만나 승리와 동시에 팀의 승리도 안겼다.
- 2008년 12월 12일 바투 스타리그 08-09 예선 C조 4강 1경기 신 추풍령 조병세 승
- 2008년 12월 12일 바투 스타리그 08-09 예선 C조 4강 2경기 메두사 김명운 승
- 2008년 12월 12일 바투 스타리그 08-09 예선 C조 4강 3경기 러시아워 3 김명운 승
- 2009년 6월 13일 아발론 온라인 MSL 2009 32강 D조 1경기 아웃사이더 김명운 승
- 2009년 6월 27일 아발론 온라인 MSL 2009 32강 D조 최종전 단장의 능선 김명운 승
- 2009년 8월 22일 블리자드 인비테이셔널 8강 1경기 콜로세움 2 조병세 승
- 2009년 8월 22일 블리자드 인비테이셔널 8강 2경기 단장의 능선 김명운 승
- 2009년 8월 22일 블리자드 인비테이셔널 8강 3경기 네오 메두사 김명운 승
- 2012년 12월 9일 SK플래닛 프로리그 12-13 1라운드 CJ vs 웅진 5세트 비프로스트 조병세 승

#### 김택용
김택용에도 약세. 공식전만으로는 0:2, 비공식전까지 합치면 0:6으로 더 밀린다.
- 2009년 1월 18일 TG삼보-인텔 클래식 시즌2 4강 A조 1경기 안드로메다 김택용 승
- 2009년 1월 18일 TG삼보-인텔 클래식 시즌2 4강 A조 2경기 데스티네이션 김택용 승
- 2009년 1월 18일 TG삼보-인텔 클래식 시즌2 4강 A조 3경기 콜로세움 2 김택용 승
- 2010년 6월 11일 대한항공 스타리그 2010 시즌2 오전조 36강 시드 와일드카드 16강 1경기 그레이트 배리어 리프 김택용 승
- 2010년 6월 17일 빅파일 MSL 2010 서바이버 토너먼트 10조 승자전 매치 포인트 김택용 승
- 2011년 7월 4일 신한은행 프로리그 10-11 6라운드 CJ vs SKT 1세트 신 태양의 제국 김택용 승

#### 김재춘
김재춘에게는 강세다. 상대전적 3:1 강세. 김재춘의 은퇴로 다신 만날 일이 없다.
- 2009년 3월 9일 신한은행 프로리그 08-09 3라운드 CJ vs KTF 6세트 콜로세움 2 조병세 승
- 2009년 10월 25일 신한은행 프로리그 09-10 1라운드 KT vs CJ 1세트 투혼 조병세 승
- 2010년 3월 11일 2010 MSL 서바이버 토너먼트 시즌1 12조 1경기 투혼 조병세 승
- 2010년 3월 11일 2010 MSL 서바이버 토너먼트 시즌1 12조 최종전 오드 아이 2 김재춘 승

#### 김윤환
김윤환에게는 약세다. 상대전적 공식전만으로는 1:2, 비공식전까지 합치면 1:4 더 약세. 현재 공식전만으로는 2연패, 비공식전까지 포함해 김윤환에 4연패중.
- 2007년 11월 28일 2차 스타챌린지 2007 F조 2경기 몽환 2 조병세 승
- 2008년 2월 4일 14차 MSL 서바이버 토너먼트 예선 6조 4강 1경기 카트리나 김윤환 승
- 2008년 2월 4일 14차 MSL 서바이버 토너먼트 예선 6조 4강 2경기 조디악 김윤환 승
- 2010년 3월 11일 2010 MSL 서바이버 토너먼트 시즌1 12조 승자전 매치 포인트 김윤환 승
- 2011년 3월 6일 신한은행 프로리그 10-11 4라운드 STX vs 하이트 2세트 이카루스 김윤환 승

#### 신노열
신노열에게도 약세다. 상대전적 2:5 열세.
- 2009년 5월 19일 신한은행 프로리그 08-09 4라운드 위메이드 vs CJ 1세트 아웃사이더 조병세 승
- 2010년 7월 1일 빅파일 MSL 2010 32강 B조 2경기 투혼 신노열 승
- 2010년 7월 1일 빅파일 MSL 2010 32강 B조 최종전 트라이애슬론 신노열 승
- 2011년 1월 8일 신한은행 프로리그 10-11 3라운드 Hite vs 위메이드 4세트 이카루스 신노열 승
- 2011년 3월 16일 신한은행 프로리그 10-11 4라운드 위메이드 vs Hite 5세트 서킷 브레이커 조병세 승
- 2013년 1월 29일 SK플래닛 스타크래프트 II 프로리그 12-13 3라운드 CJ vs 삼성전자 WCS구름왕국 신노열 승
- 2013년 4월 15일 SK플래닛 스타크래프트 II 프로리그 12-13 4라운드 CJ vs 삼성전자 아킬론황무지 신노열 승

## 수상 경력

### 스타크래프트
- 2007년 닥터헬로우배 3위
- 2007년 제30회 커리지 매치 입상
- 2008년 박카스 스타리그 2008 예선
- 2008년 곰TV TG삼보-인텔 클래식 2008 시즌1 32강
- 2008년 곰TV TG삼보-인텔 클래식 2008 시즌2 4강
- 2009년 신한은행 위너스리그 08-09 결승전 MVP
- 2009년 곰TV TG삼보-인텔 클래식 2008 시즌3 8강
- 2009년 아발론 온라인 MSL 2009 32강
- 2009년 신한은행 프로리그 08-09 신인왕
- 2009년 EVER 스타리그 2009 36강
- 2010년 대한항공 스타리그 2010 시즌2 36강
- 2010년 빅파일 MSL 2010 32강
- 2010년 박카스 스타리그 2010 36강

### 스타크래프트 II

#### 선수
- 2013년 2013 WCS 코리아 시즌 2 챌린저리그 48강
- 2014년 2014 WCS 코리아 시즌 1 핫식스 글로벌 스타크래프트 II 리그 코드 A 48강
- 2014년 2014 WCS 코리아 시즌 3 핫식스 글로벌 스타크래프트 II 리그 코드 A 48강
- 2014년 2014 핫식스컵 라스트 빅매치 4강
- 2014년 2015 네이버 스타크래프트 II 스타리그 시즌 1 챌린지 32강
- 2015년 2015 핫식스 글로벌 스타크래프트 II 리그 시즌 3 코드 S 32강

#### 코치
- 2016년 SK텔레콤 스타크래프트 II 프로리그 2016 2라운드 4위
- 2016년 SK텔레콤 스타크래프트 II 프로리그 2016 3라운드 3위